# Terem Moffi
Teremas "Terem" Igobor Moffi, född 25 maj 1999, är en nigeriansk fotbollsspelare som spelar för OGC Nice. Han har även representerat Nigerias landslag.

## Klubbkarriär

### Tidig karriär
Terem Moffi växte upp i Calabar och spelade som ung bland annat för Cross Rivers delstatslag innan han flyttade till England som 16-åring. Där gick Moffi på Buckswood School i East Sussex och spelade för skolans fotbollsakademi. Han spelade först som mittfältare men blev sedan omskolad till anfallare.

### FK Kauno Žalgiris
I augusti 2017 gick Moffi till litauiska klubben FK Kauno Žalgiris. Moffi debuterade i A lyga den 17 augusti 2017 i en 2–0-förlust mot FC Stumbras, där han blev inbytt i den 69:e minuten mot Edvinas Kloniunas. Moffi etablerade sig snabbt som en ordinarie spelare i klubben och den 28 september gjorde han sitt första ligamål i en 2–1-förlust mot FK Jonava. Under säsongen 2017 spelade Moffi totalt åtta ligamatcher och gjorde ett mål. Kauno Žalgiris blev nedflyttade till Pirma lyga och Moffi lämnade klubben i slutet av året och återvände till sitt hemland på grund av svårigheter med sitt visum.

### FK Riteriai
Efter att ha väntat på arbetstillstånd i Litauen förblev Moffi klubblös fram till februari 2019 då han skrev på för FK Riteriai. Moffi debuterade och gjorde ett mål den 3 mars i en 2–1-förlust mot Sūduva Marijampolė. I den fjärde omgången gjorde han för första gången två mål i en match i en 3–1-vinst över FK Palanga. Moffi utvecklade sitt spel under säsongen 2019 och blev en av de mest produktiva anfallarna i ligan. Den 25 september gjorde han ett hattrick i en 3–1-vinst över FK Palanga. Moffi gjorde totalt 20 mål på 29 ligamatcher under säsongen och slutade på andra plats i skytteligan bakom kroaten Tomislav Kiš (27 mål). I slutet av året genomförde han en veckas provträning med den belgiska klubben Royal Excel Mouscron, men fick inget kontrakt.

### KV Kortrijk
Den 8 januari 2020 värvades Moffi av belgiska KV Kortrijk, där han skrev på ett 3,5-årskontrakt. Moffi debuterade i Jupiler Pro League den 18 januari i en 2–0-förlust mot Sint-Truiden, där han blev inbytt i den 65:e minuten mot landsmannen Imoh Ezekiel. I en 2–2-match mot Club Brugge en vecka senare gjorde Moffi sitt första mål för sin nya klubb. Han gjorde totalt fyra mål på sju ligamatcher under säsongen 2019/2020 innan den avbröts i förväg på grund av coronaviruspandemin.

### FC Lorient
Den 1 oktober 2020 värvades Moffi av franska FC Lorient, där han skrev på ett fyraårskontrakt. Moffi debuterade i Ligue 1 och gjorde ett mål den 17 oktober 2020 i en 3–1-vinst över Stade Reims. Han tog snabbt platsen som ordinarie anfallare och petade Adrian Grbić från positionen. Den 25 april 2021 gjorde Moffi ett hattrick i en 4–0-vinst över Bordeaux. Han gjorde totalt 14 mål på 32 ligamatcher under säsongen 2020/2021 och hjälpte klubben att undvika nedflyttning.

## Landslagskarriär
I maj 2021 blev Moffi för första gången uttagen i Nigerias landslag. Moffi debuterade den 4 juni 2021 i en 1–0-förlust mot Kamerun, där han blev inbytt i den 66:e minuten mot Paul Onuachu.